# تک‌قلعه (یوسف‌علی)
تک‌قلعه (به ترکی استانبولی: Tekkale، به ارمنی: Դորթքիլիսա) یک منطقهٔ مسکونی در ترکیه است که در یوسف‌علی واقع شده‌است. تک‌قلعه ۶۸۰ نفر جمعیت دارد.